# 名古屋鉄道刈谷工場
刈谷工場（かりやこうじょう）は、かつて愛知県刈谷市にあった、名古屋鉄道（名鉄）の車両基地である。三河線刈谷駅の碧南方面に存在した。広さは用地が10,976m2。建物が2,188m2。

## 歴史
元は三河鉄道の車両工場（刈谷車庫）であった。名鉄の車両基地としては、1948年（昭和23年）に新川工場の貨物業務が刈谷工場へと移管され、貨車専門工場として発足している。名鉄全線の貨車の検車や修理を担当し、刈谷駅、神宮前駅、西枇杷島駅に置かれた各貨車区を配下として管轄していた。ただし工場内に併設された刈谷検車区（かりやけんしゃく）は刈谷工場直轄ではなく、新川工場の管轄であった。なお、1956年（昭和31年）までは三河線の電車についても定期検査を実施していたが、同年以降、三河線車両の検査は鳴海工場が担当するようになった。
1964年（昭和39年）には貨物取扱の減少により刈谷工場は刈谷分工場に改称し、鳴海工場の配下となった。その後、三河線の海線での貨物の取り扱いが廃止され、名鉄自体の貨物取り扱いの減少に伴う貨車の減少もあり、1968年（昭和43年）10月に工場は閉鎖された。

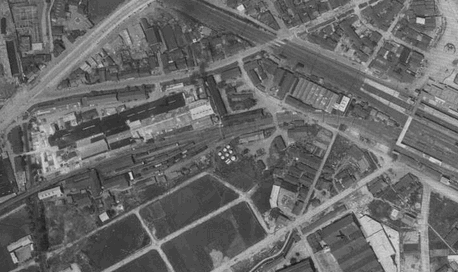
1961年（昭和36年）当時の刈谷工場（画像左側の側線群）。 帰属：国土交通省「国土画像情報（カラー空中写真）」 配布元：国土地理院地図・空中写真閲覧サービス

## 配線図
|                                                                | 刈谷工場 配線略図（1950年代） |
| 凡例 出典:停車場配線略図 昭和32年調査、刈谷工場平面図 昭和30年 |                               |